# Бинневиц

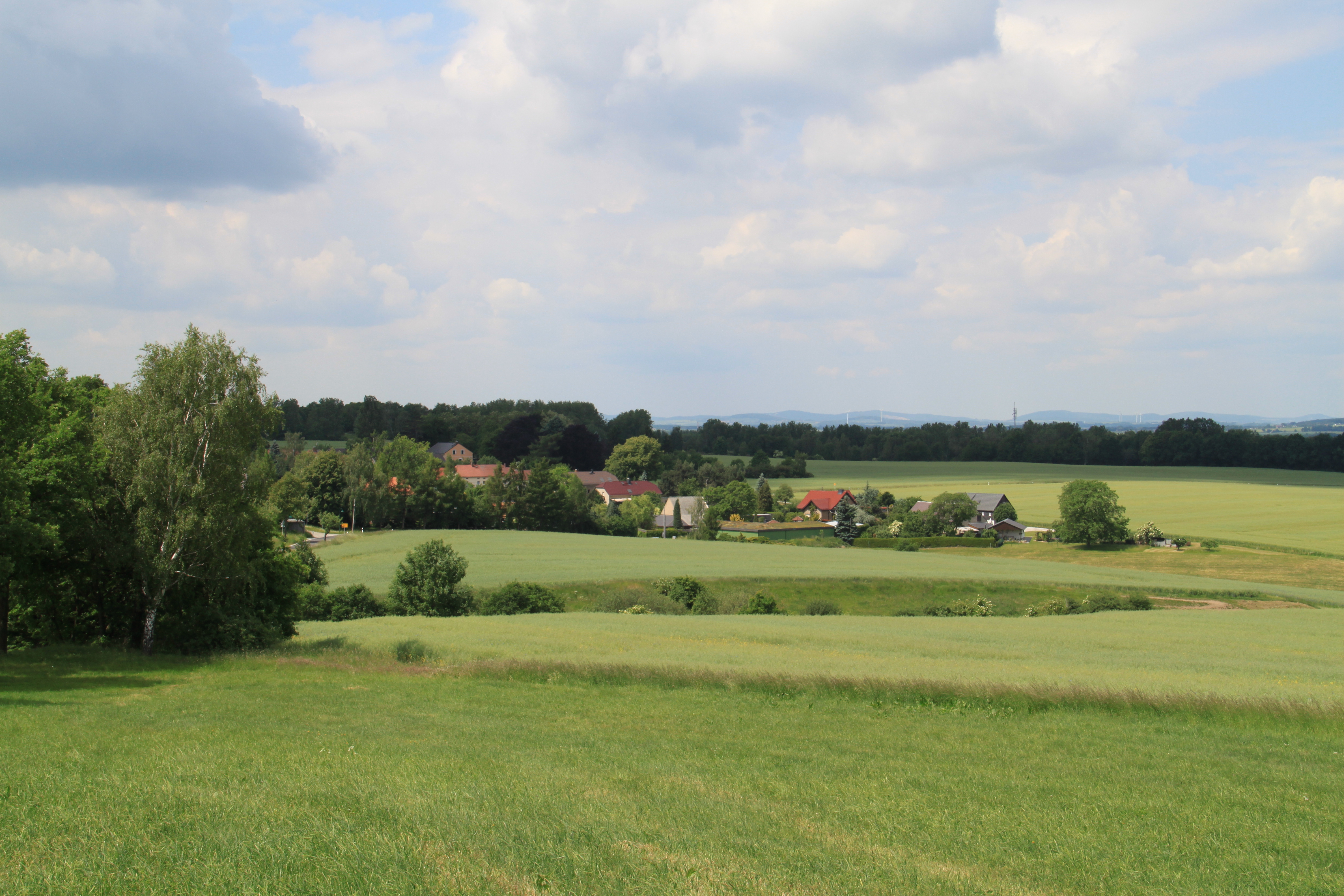

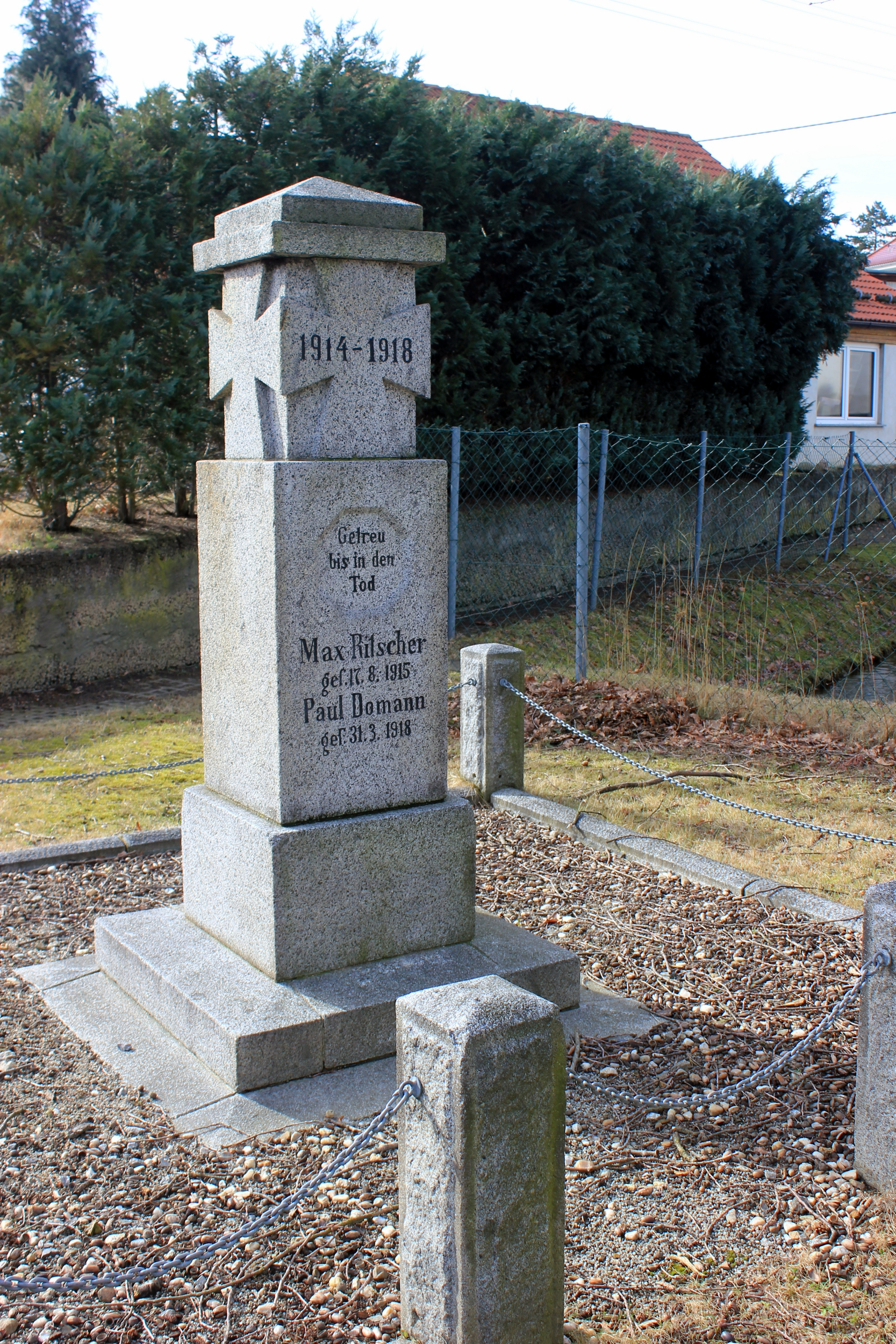
Памятник погибшим в Первой мировой войне, 1918 год, памятник культуры и истории Саксонии

Би́нневиц или Бо́нецы (нем. Binnewitz; в.-луж. Bónjecyо файле) — деревня в Верхней Лужице, Германия. Входит в состав коммуны Гроспоствиц района Баутцен в земле Саксония. Подчиняется административному округу Дрезден.

## География
Располагается в верховьях реки Бинневитцер на северо-западней стороне холмов Тромберг (Любин) и Шмориц (Жморц) на юго-восток от Будишина.
Соседние населённые пункты: на cевере — деревня Грубочицы коммуны Кубшюц и на юго-западе — деревня Бельшецы.

## История
Впервые упоминается в 1242 году под наименованием Lutoldus de Bunowicz.
С 1936 по 1973 года входила в коммуну Грубдиц, с 1973 по 1994 года — в коммуну Йенквиц. С 1994 года входит в современную коммуну Гроспоствиц.
В настоящее время деревня входит в состав культурно-территориальной автономии «Лужицкая поселенческая область», на территории которой действуют законодательные акты земель Саксонии и Бранденбурга, содействующие сохранению лужицких языков и культуры лужичан.
Исторические немецкие наименования.
- Lutoldus de Bunowicz, 1242
- Binuize, 1280
- Bunnwitz, 1311
- Benewicz, 1365
- Benewitz, 1419
- Benewitcz, 1474
- Binewitz, 1534
- Binnewitz, 1569
- Binnewitz b. Bautzen, 1875

Историческое серболужицкое наименование.
- Bynjecy (Бынецы)

## Население
Официальным языком в населённом пункте, помимо немецкого, является также верхнелужицкий язык.
Согласно статистическому сочинению «Dodawki k statisticy a etnografiji łužickich Serbow» Арношта Муки в 1884 году в деревне проживало 116 человек (из них — 113 серболужичанина (97 %)).
| 1834 | 1871 | 1890 | 1910 | 1925 |
| ---- | ---- | ---- | ---- | ---- |
| 120  | 127  | 120  | 115  | 135  |

## Достопримечательности
Памятники культуры и истории земли Саксония
- Каменный дорожный указатель, 1829 (№ 09252754).
- Памятник погибшим в Первой мировой войне, 1918 год (№ 09252755).